# Lønstrup
Lønstrup er en by med 545 indbyggere  (2025) i Vendsyssel, beliggende ved Jammerbugten 15 km nordøst for Løkken, 24 km sydvest for Hirtshals og 14 km vest for Hjørring. Byen hører til Hjørring Kommune og ligger i Region Nordjylland.

## Sogn og kirker
Lønstrup hører til Mårup Sogn. Den middelalderlige Mårup Kirke lå 1 km syd for byen. Den ophørte som sognekirke, da Lønstrup Kirke blev opført midt i byen i 1928. Den sidste gudstjeneste i Mårup Kirke fandt sted 2. påskedag 2008, da kirken kun var få meter fra at skride i havet. Samme år blev kirkens blytag og det øverste af murene taget ned, og i september 2015 blev de sidste sten fra fundamentet fjernet. Alle sten er opbevaret til eventuel genopførelse på et sikkert sted.

## Lønstrup Klint
Mårup Kirke lå på den 15 km lange Lønstrup Klint, der strækker sig fra Lønstrup til Løkken og har sit højeste punkt på Rubjerg Knude 90 m o.h.
Rubjerg Knude fyr er delvist begravet i sand. Fyret blev slukket i 1968, da dets lys ikke længere kunne ses fra havet. Personalebygningerne er ødelagt af sandet, men fyrtårnet er genåbnet i 2016 efter at der er bygget ny trappe og installeret et stort prisme i toppen, som indfanger lyset og landskabet og sender det ned gennem fyret på kalejdoskopisk vis. Oktober 2019 blev fyret flyttet 70 m. under megen opmærksomhed.

## Turisme
På bakkedragene i den nordlige del af Lønstrup ligger de såkaldte "sommervillaer", som blev opført omkring 1920. Siden er der bygget hundredvis af sommerhuse i byen, og Lønstrup udgør sammen med Skallerup Klit og Nørlev Strand mod nord et sammenhængende område med ca. 2500 sommerhuse. Byen har 3 mindre hoteller og to små campingpladser.
Lønstrup har ca. 25 kunsthåndværkere og gallerier i byens midte. Der er bl.a. glaspustere, keramikere, smykkekunstnere, ravslibere, kunstmalere og billedhuggere. Byen har også en række cafeer og restauranter.
Lønstrup har en bilfri strand, som har det Blå Flag.

## Faciliteter
- Efter lukningen af Lønstrup Skole i 1973 skulle børnene til Skallerup Skole, som var en centralskole i landsbyen Villerup 7 km øst for Lønstrup mellem Sønderlev og Vennebjerg. Skallerup Skole blev lukket i 2011 og erstattet af Friskolen Skallerup, som giver undervisning på 0.-9. klassetrin. Den har også børnehave og vuggestue og ligger tæt på Skalleruphallen.
- Skallerup-Vennebjerg Idrætsforening dækker også Lønstrup og tilbyder badminton, fodbold, gymnastik, håndbold, seniortræning, volleyball og sociale aktiviteter.
- Den gamle skole i Lønstrup hedder nu Aktivitetshuset Lønstrup og er et dagcenter for pensionister.
- Lønstrup Cafe Bio i byens gamle biograf er et offentligt kulturhus, som primært viser film, men også har til formål at fremme interessen for musik, litteratur og foredrag – fx viser man direkte transmissioner fra Aarhus Universitets offentlige foredrag om naturvidenskab.[3]
- Lønstrup har et supermarked og en discountbutik samt enkelte specialbutikker.

## Historie

### Skudehandelen
Lønstrup opstod som ladeplads for skudehandelen omkring 1765. Små skuder sejlede med landbrugsvarer, især korn, fra Thy og Vendsyssel til Sydnorge, og så hentede de støbejern og tømmer med tilbage til det træfattige Nordjylland. Fra 1820'erne var der et stort firma i Lønstrup, der drev denne handel.

### Skoler
I 1828 blev Lønstrups første skole bygget på den jord, som siden har heddet "skolelodden". I 1871 blev en ny skole opført sydvest for den gamle, der blev solgt til nedrivning. Skoleloven af 1899 stillede store krav, så i 1900 blev en ny skole bygget på skolelodden øst for den fra 1871 og syd for den nedrevne.
Ved kommunalreformen i 1970 var børnene fra Lønstrup fordelt på 3 skoler: 1.-3. årgang på Lønstrup Skole, 4. årgang på Skallerup Skole, 5.-8. årgang på Hundelev Skole, hvor de fik lov til at afslutte deres skolegang selvom Hundelev var kommet til Løkken-Vrå Kommune og Mårup Sogn allerede var kommet til Hjørring Kommune. 22. juni 1973 var sidste skoledag i Lønstrup Skole, hvor der kun var 9 elever tilbage.

### Redningsvæsen
Lønstrup var et af de første steder i Danmark, der fik et organiseret redningsvæsen. I 1851 fik man et raketapparat fra England og en redningsbåd, bygget i København. Farvandsvæsenet besluttede i 1996 at nedlægge stationen i Lønstrup og overføre aktiviteterne til Hirtshals Redningsstation. I perioden 1851-1996 var redningsmandskabet i Lønstrup med til at redde 260 personer.
Det første bådhus blev bygget ved Sdr. Strandvej. Den nuværende bygning på Kysten 10 er fra 1936. I 1997 overdrog Finansministeriet huset til Lønstrup Fiskeriforening og Lokalhistorisk Forening for Lønstrup og Omegn. Foreningerne dannede derefter institutionen Lønstrup Gamle Redningsstation, som vedligeholder huset og har indrettet en udstilling der om fiskeri og redningsvæsen. Her indgår den sidste redningsbåd ”Marly”, der er bygget på Lønstrup Bådebyggeri.
Redningsstationen ligger ved byens bådplads, hvor der nu kun er en håndfuld fritidsfiskere tilbage. Efter en voldsom storm i 1981 blev der etableret en kystsikring med en række høfder nord og syd for bådpladsen. Sikringen virker efter hensigten, men der må sandfodres hvert år.

### Naturkatastrofen
Ved middagstid 11. august 1877 startede et skybrud over Lønstrup, som varede 1½ time – måske var der også en skypumpe. Da regnen stoppede, strømmede vandet stadig til fra hele oplandet, og den lille Lønstrup Bæk blev til en brusende elv, der rev huse, træer og buske med ud i havet, hvor dele af de nedstyrtede huse samt møbler og andet husgeråd lå og flød i vandet helt ud til den mellemste revle. Og man kunne ikke gå sikkert ud og bjærge noget, for der var dannet en landtange af kviksand, man kunne synke ned i.
6 huse blev revet med strømmen, 4 måtte rives ned og 2 måtte fyldes op under. Der var ingen dødsfald. Vandmasserne delte for en tid byen i to dele, så man måtte gå op i bakkerne for at komme til den anden ende. Byen gennemskæres stadig af Bækslugten, som blev dannet ved denne lejlighed. Den er 360 meter lang, 15 meter bred og 4½ meter dyb. På 50-årsdagen for katastrofen blev der rejst en mindesten for den.
Købmand og skudehandler A.R. Segelcke mistede helt eller delvis sin bolig, studestald og to huse, han havde udlejet til en skipper og en bødker, og i flere måneder kunne han ikke komme til sit pakhus ved stranden. Han flyttede det meste af sin handel til Hjørring, hvor jernbanen Nørresundby-Frederikshavn var indviet i 1871. Så katastrofen gjorde næsten ende på skudehandelen, til gengæld blev den starten på Lønstrup som badeby. Alle landets aviser omtalte ødelæggelserne, og folk strømmede til for at se dem. Byen blev kendt, kroen blev badehotel, et par villaer blev indrettet til hoteller, fiskerne lejede deres huse ud og flyttede selv ud i baghuset.

### Fiskerlejet
I 1901 beskrives Lønstrup således:"Byen og Fiskerlejet Lønstrup (1468: Løthenstorp) — 1. Feb. 1890: 61 Huse og 299 Indb. (1801: 123, 1840: 126, 1860: 234, 1880: 309) — med Strandkontrolstation, Redningsstation (opr. 1852), Fare-Signalstation for Fiskere, Telegraf- og Kysttelefonstation, Gæstgiveri, Badehotel, Mølle og Fællesmejeri...Efter Fiskeriberetn. for 1897—98 var der i Lønstrup 100 Fiskere, der havde 1 Kutter, 3 Dæksbaade, 8 aabne Havbaade og 41 mindre Baade, og som fiskede for en Værdi af 33,867 Kr. (særlig Torsk, Kuller og 23,500 Stkr. Hummer)...Lønstrup ligger mellem Klitterne i en Dalfure ved en lille Bæk, som ved et Uvejr 11/8 1877 forvandledes til en rivende Strøm, der i Løbet af et Par Timer førte store Masser af Jord med de derpaa staaende Huse og Træer ud i Havet"

### Stationsbyen
Lønstrup fik station på Hjørring-Løkken-Aabybro Jernbane (1913-63). Banen tog en omvej for at komme til Lønstrup, og på den første baneplan var der ikke regnet med station her, men transport af fisk og kørsel med badegæster blev vigtige indtægtskilder for banen. Stationen lå ½ km sydøst for den daværende by og havde 235 meter krydsningsspor foran stationsbygningen og 92 meter læssespor øst for den.
Jernbanen gav et stort opsving i turismen, for nu kunne man tage på endagsudflugt fra Hjørring til badestranden ved Lønstrup. Der kørte særlige badetog med op til 20-30 vogne. Banen anskaffede til dette formål 16 bænkevogne, dvs. lukkede godsvogne, der kunne forsynes med bænke og fungere som 3. klasses personvogne. I Lønstrup blev der i 1914 opført en stor ventehal af træ til badegæsterne når de skulle hjem. Hallen blev uden for badesæsonen brugt til opbevaring af bænkene. Der var 1½ km mellem stationen og badestranden, og i 1945 var der planer om at forlænge banen til stranden.
Ventehallen er bevaret på Perronen 2. Stationsbygningen, der var tegnet af Sylvius Knutzen, er bevaret på Kystvejen 6. Syd for stationen er 1 km af banens tracé bevaret som grusvej på Nejstvej mellem Lønstrupvej og Lophavevej.